# Chieti Calcio 2004-2005
Questa pagina raccoglie le informazioni riguardanti il Chieti Calcio nelle competizioni ufficiali della stagione 2004-2005.

## Rosa
| N. |                   | Ruolo | Calciatore          |
| -- | ----------------- | ----- | ------------------- |
|    | Italia (bandiera) | C     | Alessio Acciai      |
|    | Italia (bandiera) | C     | Marco Biagianti     |
|    | Italia (bandiera) | D     | Arnaldo Bonfanti    |
|    | Italia (bandiera) | D     | Matteo Camillini    |
|    | Italia (bandiera) | C     | Stefano Candida     |
|    | Italia (bandiera) | P     | Marco Ciaramellano  |
|    | Italia (bandiera) | C     | Francesco D'Aniello |
|    | Italia (bandiera) | D     | Francesco Di Bari   |
|    | Italia (bandiera) | C     | Domenico Di Cecco   |
|    | Italia (bandiera) | A     | Fabio Di Vito       |
|    | Italia (bandiera) | A     | Stefano Gammaidoni  |
|    | Italia (bandiera) | A     | Saverio Guariniello |
|    | Italia (bandiera) | D     | Luca Lacrimini      |
|    | Italia (bandiera) | D     | Vincenzo Lambertini |

| N. |                      | Ruolo | Calciatore            |
| -- | -------------------- | ----- | --------------------- |
|    | Italia (bandiera)    | D     | Iacopo La Rocca       |
|    | Italia (bandiera)    | D     | Paolo Minardi         |
|    | Croazia (bandiera)   | C     | Ivan Rajčić           |
|    | Italia (bandiera)    | D     | Tommaso Romito        |
|    | Argentina (bandiera) | A     | Pablo German Rossetti |
|    | Italia (bandiera)    | A     | Francesco Sanna       |
|    | Italia (bandiera)    | C     | Davide Saverino       |
|    | Italia (bandiera)    | P     | Carlo Sciarrone       |
|    | Italia (bandiera)    | D     | Giovanni Serao        |
|    | Italia (bandiera)    | A     | Maurizio Tacchi (III) |
|    | Italia (bandiera)    | C     | Donato Terrevoli      |
|    | Italia (bandiera)    | C     | Paolo Zaccagnini      |
|    | Svizzera (bandiera)  | D     | Paolo Ziliani         |

## Risultati

### Campionato

#### Girone di andata
| 12 settembre 2004 1ª giornata | Chieti | 1 – 0 | Martina |  |

| 19 settembre 2004 2ª giornata | Sora | 1 – 0 | Chieti |  |

| 26 settembre 2004 3ª giornata | Chieti | 0 – 0 | Fermana |  |

| 3 ottobre 2004 4ª giornata | Cittadella | 1 – 1 | Chieti |  |

| 10 ottobre 2004 5ª giornata | Chieti | 0 – 1 | Giulianova |  |

| 17 ottobre 2004 6ª giornata | Sporting Benevento | 0 – 0 | Chieti |  |

| 24 ottobre 2004 7ª giornata | Chieti | 3 – 2 | Teramo |  |

| 31 ottobre 2004 8ª giornata | Napoli | 1 – 2 | Chieti |  |

| 7 novembre 2004 9ª giornata | Chieti | 0 – 0 | Reggiana |  |

| 14 novembre 2004 10ª giornata | Chieti | 0 – 0 | Lanciano |  |

| 21 novembre 2004 11ª giornata | Vis Pesaro | 3 – 1 | Chieti |  |

| 28 novembre 2004 12ª giornata | Chieti | 0 – 0 | Sambenedettese |  |

| 5 dicembre 2004 13ª giornata | Avellino | 1 – 0 | Chieti |  |

| 8 dicembre 2004 14ª giornata | Padova | 2 – 1 | Chieti |  |

| 12 dicembre 2004 15ª giornata | Chieti | 1 – 0 | SPAL |  |

| 19 dicembre 2004 16ª giornata | Foggia | 0 – 0 | Chieti |  |

| 6 gennaio 2005 17ª giornata | Chieti | 0 – 1 | Rimini |  |

#### Girone di ritorno
| 9 gennaio 2005 18ª giornata | Martina | 3 – 0 | Chieti |  |

| 16 gennaio 2005 19ª giornata | Chieti | 1 – 1 | Sora |  |

| 23 gennaio 2005 20ª giornata | Fermana | 2 – 1 | Chieti |  |

| 30 gennaio 2005 21ª giornata | Chieti | 0 – 1 | Cittadella |  |

| 6 febbraio 2005 22ª giornata | Giulianova | 0 – 0 | Chieti |  |

| 13 febbraio 2005 23ª giornata | Chieti | 0 – 0 | Benevento |  |

| 27 febbraio 2005 24ª giornata | Teramo | 1 – 1 | Chieti |  |

| 6 marzo 2005 25ª giornata | Chieti | 0 – 1 | Napoli |  |

| 13 marzo 2005 26ª giornata | Reggiana | 2 – 0 | Chieti |  |

| 20 marzo 2005 27ª giornata | Lanciano | 0 – 0 | Chieti |  |

| 26 marzo 2005 28ª giornata | Chieti | 2 – 0 | Vis Pesaro |  |

| 10 aprile 2005 29ª giornata | Sambenedettese | 1 – 1 | Chieti |  |

| 17 aprile 2005 30ª giornata | Chieti | 1 – 2 | Avellino |  |

| 24 aprile 2005 31ª giornata | Chieti | 0 – 2 | Padova |  |

| 1º maggio 2005 32ª giornata | SPAL | 1 – 1 | Chieti |  |

| 8 maggio 2005 33ª giornata | Chieti | 0 – 0 | Foggia |  |

| 15 maggio 2005 34ª giornata | Rimini | 2 – 1 | Chieti |  |